# 美國勞動統計局
美國勞動統計局（英語：Bureau of Labor Statistics，縮寫：BLS）為美國勞工部的一個下轄機關。負責調查並公布關於勞動市場活動水準、勞動條件及價格變動之資訊。

## 統計報告
勞動統計局的統計包含以下4個領域。

### 物價
- 消費者物價指數（Consumer Price Index, CPI）
- 生產者物價指數（Producer Price Index, PPI）
- 進出口物價指數（Import/Export Price Indexes, MXP）
- 消費者支出調査（Consumer Expenditure Survey, CE）

### 雇用
- 當期人口調查（Current Population Survey, CPS）
  - 美国時間使用調査（The American Time Use Survey, ATUS）
- 雇用統計（Current Employment Statistics，CES）
- 就業報告（The Employment Situation）
- 地區別失業統計（Local Area Unemployment Statistics, LAUS）
- 職位空缺及勞動力流動調查（Job Openings and Labor Turnover Survey, JOLTS）
- 就業及薪資季度普查（The Quarterly Census of Employment and Wages, QCEW）
- 企業雇用動態調查（The Business Employment Dynamics, BED）
- 職類別統計（Occupational Employment Statistics, OES）
- 大量解僱統計（Mass Layoff Survey, MLS）

### 勞動報酬及條件
- 全國勞動報酬調查（National Compensation Survey, NCS） 
  - 僱傭成本指數（Employment Cost Index, ECI）

### 生產
- 生產力統計（Productivity Statistics）